# Équipe cycliste Navigators Insurance
L'équipe cycliste Navigators Insurance est une ancienne formation américaine de cyclisme professionnel sur route. Elle appartenait de 2005 à 2007 aux équipes continentales professionnelles.

## Histoire de l'équipe
L'équipe est fondée en 1994, elle disparaît à la fin de la saison 2007.
Longtemps cantonnée aux courses américaines, elle s'est ouverte à l'Europe dans les années 2000.
Oleg Grishkine fut champion de Russie sur route en 2002.
En 2005, elle a compté dans ses rangs Nathan O'Neill, qui y remporta l'un de ses titres de champion d'Australie, ainsi que le Tour de Beauce. David O'Loughlin fut champion d'Irlande.
L'année suivante, Sergueï Lagoutine fut champion d'Ouzbékistan.
En 2007, pour sa dernière année, Ben Day remporta également le Tour de Beauce.

## Classements UCI
Jusqu'en 1998, les équipes cyclistes sont classées par l'UCI dans une division unique. En 1999 le classement UCI par équipes est divisé entre GSI, GSII et GSIII. De 1999 à 2004, l'équipe Navigators est classée parmi les Groupes Sportifs II, soit la deuxième division des équipes cyclistes professionnelles. Les classements détaillés ci-dessous pour cette période sont ceux de la formation Navigators en fin de saison.
| Saison | Classement par équipes | Meilleur coureur au classement individuel |
| ------ | ---------------------- | ----------------------------------------- |
| 1995   | 52e                    | Matthew Koschara (430e)                   |
| 1996   | 68e                    | Philip Cable (900e)                       |
| 1997   | 62e                    | Todd Littlehales (634e)                   |
| 1998   | 59e                    | Scott Moninger (462e)                     |
| 1999   | 35e (GSII)             | Vassili Davidenko (463e)                  |
| 2000   | 41e (GSII)             | Vassili Davidenko (506e)                  |
| 2001   | 36e (GSII)             | Mark Walters (719e)                       |
| 2002   | 16e (GSII)             | Oleg Grishkine (245e)                     |
| 2003   | 15e (GSII)             | Henk Vogels (236e)                        |
| 2004   | 10e (GSII)             | Kirk O'Bee (371e)                         |

À partir de 2005, l'équipe Navigators fait partie des équipes continentales professionnelles, et participe donc aux épreuves des circuits continentaux, qui donnent lieu en fin de saison à un classement des équipes y concourant. Durant ses trois dernières saisons, Navigators a participé aux cinq circuits continentaux. Ses positions aux classements par équipes sont détaillés ci-dessous.
UCI Africa Tour
| Saison | Classement par équipes | Meilleur coureur au classement individuel |
| ------ | ---------------------- | ----------------------------------------- |
| 2007   | 3e                     | Darren Lill (14e)                         |

UCI America Tour
| Saison | Classement par équipes | Meilleur coureur au classement individuel |
| ------ | ---------------------- | ----------------------------------------- |
| 2005   | 5e                     | Nathan O'Neill (14e)                      |
| 2006   | 3e                     | Serguei Lagutin (10e)                     |
| 2007   | 4e                     | Serguei Lagutin (10e)                     |

UCI Asia Tour
| Saison | Classement par équipes | Meilleur coureur au classement individuel |
| ------ | ---------------------- | ----------------------------------------- |
| 2005   | 10e                    | Jeff Louder (36e)                         |
| 2006   | 12e                    | Serguei Lagutin (42e)                     |

UCI Europe Tour
| Saison | Classement par équipes | Meilleur coureur au classement individuel |
| ------ | ---------------------- | ----------------------------------------- |
| 2005   | 52e                    | Piotr Mazur (241e)                        |
| 2006   | 65e                    | Serguei Lagutin (198e)                    |
| 2007   | 61e                    | Serguei Lagutin (150e)                    |

UCI Oceania Tour
| Saison | Classement par équipes | Meilleur coureur au classement individuel |
| ------ | ---------------------- | ----------------------------------------- |
| 2005   | 8e                     | Nathan O'Neill (12e)                      |
| 2006   | 11e                    | Hilton Clarke (30e)                       |
| 2007   | 5e                     | Hilton Clarke (9e)                        |

## Effectif 2007
| Cycliste          | Date de naissance | Nationalité    | Équipe 2006           |
| ----------------- | ----------------- | -------------- | --------------------- |
| Benjamin Brooks   | 21.03.1979        | Australie      |                       |
| Glen Chadwick     | 17.10.1976        | Australie      |                       |
| Hilton Clarke     | 11.07.1979        | Australie      |                       |
| Matt Cooke        | 08.05.1979        | États-Unis     | Néo-Pro               |
| Ben Day           | 11.12.1978        | Australie      | Carvalhelhos-Boavista |
| Oleg Grishkine    | 10.02.1975        | Russie         |                       |
| Kristian House    | 06.10.1979        | Royaume-Uni    | Recycling.co.uk       |
| Valery Kobzarenko | 05.02.1977        | Ukraine        |                       |
| Sergueï Lagoutine | 14.01.1981        | Ouzbékistan    |                       |
| Darren Lill       | 20.08.1982        | Afrique du Sud | Ancien Pro            |
| David O'Loughlin  | 29.04.1978        | Irlande        |                       |
| Ciaran Power      | 08.05.1976        | Irlande        |                       |
| Viktor Rapinski   | 17.06.1981        | Biélorussie    | Colavita-Sutter Home  |
| David Rodriguez   | 14.07.1989        | États-Unis     | Néo-Pro               |
| Bernard Van Ulden | 11.09.1979        | États-Unis     |                       |
| Kyle Wamsley      | 01.03.1980        | États-Unis     | Colavita-Sutter Home  |
| Michael Wolf      | 21.07.1985        | États-Unis     | Néo-Pro               |
| Phil Zajicek      | 20.03.1979        | États-Unis     |                       |